# Щёточное
Щёточное (ранее также Щёточная) — деревня в Ардатовском районе Нижегородской области России. Входит в состав Стёксовского сельсовета.

## Этимология
Существуют две версии происхождения названия. Согласно первой, название является искажённым от слов считать, счёт, счётчик, так как её основателями деревни были люди, задействованные на пересчёте (переписи) людей и земель в 1719 и 1721 годах. По второй версии, изначальными жителями деревни была мордва, а среди них человек по прозвищу Щёткин, который изготавливал и продавал щётки. Тем не менее, эту вторую версию опровергает местный краевед Александр Базаев, по сведениям которого местное население никогда не занималось производством щёток.

## Географическое положение
Деревня Щёточное находится на юго-западе Нижегородской области России, в 1,5 км к югу от автомобильной дороги Ардатов — Арзамас, с которым соединена асфальтированной дорогой, на обоих берегах ручья Помзель. Административный центр муниципального округа Ардатов находится в 9 км к западу от Щёточного. Деревня соединена просёлочными дорогами на северо-западе с деревней Липелей (расстояние 1,5 км), на северо-востоке — с селом Кузятово (расстояние 4 км), на юго-востоке — с деревней Малиновкой (8 км), 
на юге — с покинутой деревней Колтоменье (3 км). На расстоянии 1—2 км от деревни находятся 3 небольших озера, а на расстоянии 2—3 км к востоку — лес. Высота над уровнем моря около 180 метров. 
Деревня Щёточное, как и вся Нижегородская область, находится в часовой зоне МСК (московское время). Смещение применяемого времени относительно UTC составляет +3:00.

## Административная принадлежность
Деревня Щёточное входит в состав Стёксовского сельсовета Ардатовского муниципального округа Нижегородской области Российской Федерации.

## Климат
Деревня находится в зоне умеренно-континентального климата, который характеризуется холодной продолжительной зимой и тёплым, но достаточно коротким летом. За год выпадает в среднем 450—550 мм осадков, из них 68 % — в виде дождя и 32 % — в виде снега. Среднегодовая относительная влажность воздуха — 76 %. Снежный покров достигает 50 см, а в особо снежные зимы может достигать одного метра и более.
Весна приходит резко, обычно к середине апреля, при этом вплоть до середины мая нередки заморозки. Лето сравнительно короткое и достаточно жаркое — в отдельные годы температура может достигать 36 °C. Шапка лета приходится на июль. В конце весны и лета нередки грозы — их может случаться до 20 за год, почти каждый год выпадает град. Осень приходит в сентябре и стоит до начала ноября, но уже в сентябре нередки заморозки. Зима наступает в начале ноября и продолжается до середины марта. Обычно первый снег выпадает в октябре и держится в течение пяти месяцев, сходит к 10—15 апреля. Почва промерзает на глубину 70—90 см.
Вегетационный период составляет 189 дней, продолжительность безморозного периода — 137 дней.

## Население
| Численность населения | Численность населения | Численность населения | Численность населения | Численность населения | Численность населения | Численность населения | Численность населения | Численность населения | Численность населения | Численность населения |
| 1785                  | 1859                  | 1890                  | 1912                  | 1916                  | 1978                  | 1992                  | 1999                  | 2002                  | 2010                  | 2021                  |
| --------------------- | --------------------- | --------------------- | --------------------- | --------------------- | --------------------- | --------------------- | --------------------- | --------------------- | --------------------- | --------------------- |
| 419                   | ↘334                  | ↗408                  | ↗512                  | ↗586                  | ↘292                  | ↘140                  | ↗142                  | ↘133                  | ↘98                   | ↘68                   |

## Инфраструктура
В деревне две улицы: Запрудная и Кооперативная.

## Комментарии
1. ↑  Большое Щёточное + Малое Щёточное.